# Durio
Dorião é um género botânico pertencente à família Malvaceae.

## Espécies
- Durio acutifolius
- Durio affinis
- Durio beccarianus
- Durio bukitrayaensis
- Durio burmanicus
- Durio carinatus
- Durio ceylanicus
- Durio crassipes
- Durio excelsus
- Durio dulcis
- Durio grandiflorus
- Durio graveolens
- Durio griffithii
- Durio kinabaluensis
- Durio kutejensis
- Durio mansoni
- Durio lanceolatus
- Durio lissocarpus
- Durio lowianus
- Durio macrantha
- Durio macrolepis
- Durio macrophyllus
- Durio malaccensis
- Durio oblongus
- Durio oxleyanus
- Durio pinangianus
- Durio purpureus
- Durio singaporensis
- Durio testudinarius
- Durio wyatt-smithii
- Durio zibethinus